# El número uno
El número uno fue un talent show musical producido por Gestmusic Endemol y emitido en Antena 3 desde marzo de 2012 hasta julio de 2013. El programa contó con dos ediciones, ambas presentadas por Paula Vázquez.

## Historia
En el mes de octubre de 2011, Antena 3 confirmó que la productora Gestmusic Endemol estaba desarrollando un nuevo formato musical que vería la luz en la cadena a lo largo del siguiente trimestre. El programa, que fue bautizado como El número uno, era de nueva creación por parte de la productora, aunque con ciertas semejanzas a otros formatos como Operación triunfo o Factor X.
Dos meses después, el programa inició el casting para la búsqueda de los concursantes. Poco después, se confirmó que Paula Vázquez sería la presentadora del talent show. Además, durante los dos primeros meses del año 2012, fueron confirmados como miembros del jurado los cantantes Miguel Bosé, Ana Torroja, Sergio Dalma, David Bustamante y Natalia Jiménez. Cuando un miembro del jurado no podía acudir al programa, la gran diva Mónica Naranjo se encargaba de la sustitución.
Tras todos los preparativos, el programa se estrenó el lunes 26 de marzo de 2012. Como durante las primeras semanas los datos, aunque eran buenos, no fueron los esperados, la cadena decidió a mediados de mayo trasladar el programa a la noche de los miércoles para intentar mejorar sus resultados de audiencia. A finales de ese mismo mes, debido a una guerra de contraprogramación con Telecinco, El número uno se situó en la noche de los jueves, donde permaneció hasta el final. La gran final tuvo lugar el 21 de junio de 2012, con Jadel como ganador y Roko como segunda finalista.
El 16 de abril de 2013, la cadena española Antena 3 confirmó la renovación del programa por una segunda edición exprés, la cual se estrenó el 31 de mayo de 2013, contando de nuevo con la presentadora Paula Vázquez. No obstante, esta vez el jurado estuvo conformado por Mónica Naranjo, Pastora Soler, Pitingo y David Bustamante, aunque Mónica y David fueron sustituidos durante una gala por compromisos profesionales por Soledad Giménez y Serafín Zubiri. Esta edición fue más corta, por lo que solo contó con seis galas. Su estreno tuvo lugar el 31 de mayo de 2013 y la gran final, el 5 de julio del mismo año. El ganador de la temporada fue Raúl Gómez.

## Formato
Se trataba de un talent show en el que se buscaba al mejor cantante de España a través de un largo proceso de selección televisado. El programa buscaba al "Número Uno" entre 100 personas anónimas y los encargados de ello eran el jurado y los telespectadores. Asimismo, los concursantes estaban en todo momentos asesorados y contaban con un equipo de expertos que les ayudaban a preparar sus actuaciones. En cada gala semanal, los espectadores tenían ocasión de ver la preparación de cada una de las actuaciones y conocer en todo momento cómo había sido la semana del concursante.
Por otra parte, la mecánica de El número uno se basaba en dos conceptos que regían el talent show de Antena 3: blindaje y duelo. El blindaje se producía después de la actuación de todos los concursantes. Consistía en que los jueces elegían a su concursante preferido de la noche para protegerlo, con lo que el artista elegido garantizaba su permanencia en el programa una semana más. Por el contrario, los concursantes que no habían recibido el apoyo del jurado (y por tanto no estaban blindados) quedaban a merced de la decisión de la audiencia, que, con sus votos emitidos durante la gala, elegía a su concursante preferido a través del teléfono. Además, a partir de la segunda gala, la decisión de los televidentes en la elección de su participante favorito tenía una influencia decisiva. Con sus votos se elaboraba un ranking de popularidad y, una vez cerradas las líneas, los concursantes con menos apoyos a favor se batían en un emocionante duelo de actuaciones. El jurado decidía finalmente qué participante quedaba eliminado.

## Temporadas
| Temporada | Temporada | Programas | Estreno             | Final               | Ganador    | Audiencia media | Audiencia media | Audiencia media |
| Temporada | Temporada | Programas | Estreno             | Final               | Ganador    | Espectadores    | Cuota           |                 |
| --------- | --------- | --------- | ------------------- | ------------------- | ---------- | --------------- | --------------- | --------------- |
|           | 1         | 13        | 26 de marzo de 2012 | 21 de junio de 2012 | Jadel      | 2 598 000       | 17,5%           |                 |
|           | 2         | 6         | 31 de mayo de 2013  | 5 de julio de 2013  | Raúl Gómez | 1 433 000       | 10,4%           |                 |
|           | Total     | 19        | 2012                | 2013                |            | 2 015 000       | 13,9%           |                 |

## Equipo

### Presentador
| Presentador   | Temporada | Temporada |
| Presentador   | 1         | 2         |
| ------------- | --------- | --------- |
| Paula Vázquez |           |           |
| Manel Fuentes |           |           |

### Jurado
Jurado fijo
     Jurado sustituto (en 1 o más galas)
| Miembro del jurado | Temporada | Temporada |
| Miembro del jurado | 1         | 2         |
| ------------------ | --------- | --------- |
| David Bustamante   |           |           |
| Mónica Naranjo     |           |           |
| Pastora Soler      |           |           |
| Pitingo            |           |           |
| Serafín Zubiri     |           |           |
| Soledad Giménez    |           |           |
| Miguel Bosé        |           |           |
| Natalia Jiménez    |           |           |
| Sergio Dalma       |           |           |
| Ana Torroja        |           |           |

## El número uno (2012)
- 26 de marzo de 2012 - 21 de junio de 2012

La primera edición fue emitida en Antena 3 de marzo a junio de 2012, durante las noches de los lunes. El ganador de la primera edición del talent show español fue Jadel. Roko quedó segunda y la siguió Garson.

### Jurado
Miguel Bosé, Natalia Jiménez, Ana Torroja,Sergio Dalma y David Bustamante fueron los miembros del jurado. Mónica Naranjo sustituyó a Sergio Dalma y David Bustamante cuando este primero no pudo asistir por compromisos de conciertos y el segundo porque estuvo enfermo. En la gala final del programa fue en la única gala en la que asistieron los seis miembros del jurado, ya que Mónica fue invitada también a pesar de no tener que reemplazar a nadie. En numerosas galas los miembros del jurado cantaron con los concursantes y entre ellos, la mayoría de las actuaciones fueron en forma de dúos.
| Jurado                  | Procedencia                | Edad    | Profesión | Galas                           |
| ----------------------- | -------------------------- | ------- | --------- | ------------------------------- |
| Miguel Bosé             | Madrid                     | 56 años | Cantante  | Todas                           |
| Natalia Jiménez         | Madrid                     | 30 años | Cantante  | Todas                           |
| Sergio Dalma            | Sabadell                   | 47 años | Cantante  | 1, 2, 3, 4, 5, 7, 8, 10, 12, 13 |
| Ana Torroja             | Madrid                     | 52 años | Cantante  | Todas                           |
| David Bustamante        | San Vicente de la Barquera | 30 años | Cantante  | Todas menos la 12               |
| Ocasional (sustitución) |                            |         |           |                                 |
| Mónica Naranjo          | Figueras                   | 38 años | Cantante  | 6, 9, 11, 12, 13                |

### Concursantes
| N.º | Concursante                       | Edad | Residente |
| 01  | Javier Luis Delgado "Jadel" (57%) | 24   | Tenerife  |
| 02  | Rocío Pérez "Roko" (43%)          | 22   | Jaén      |
| 03  | Jorge Juan Garzón "Garson" (21%)  | 23   | Alicante  |
| 04  | Hermi Callejón (9%)               | 36   | Almería   |
| 05  | Pablo Vega                        | 29   | Cádiz     |
| 06  | Laia Vehí                         | 22   | Gerona    |
| 07  | Sebas Robben                      | 25   | Granada   |
| 08  | Edu Cayuela                       | 24   | Barcelona |
| 09  | Dan Michaels                      | 21   | Barcelona |
| 10  | Alberto Pestaña                   | 73   | Madrid    |
| 11  | Amaia Romero                      | 13   | Navarra   |
| 12  | Meritxell Negre († 2020)          | 41   | Barcelona |
| 13  | Dana Kozak                        | 30   | Cantabria |
| 14  | Lady Cherry                       | 26   | Madrid    |
| 15  | Patrizia Ruiz                     | 25   | Barcelona |
| 16  | Sergio Campoy                     | 25   | Barcelona |

### Audiencias
| Gala                | Fecha               | Características                                              | Espectadores | Cuota |
| ------------------- | ------------------- | ------------------------------------------------------------ | ------------ | ----- |
| Gala 01             | 26 de marzo de 2012 | Casting final                                                | 3 653 000    | 20,8% |
| Gala 02             | 2 de abril de 2012  | Eliminación Sergio y Patrizia                                | 3 128 000    | 19,8% |
| Gala 03             | 9 de abril de 2012  | Eliminación Lady Cherry                                      | 2 749 000    | 18,1% |
| Gala 04             | 16 de abril de 2012 | Eliminación Dana                                             | 2 522 000    | 17,0% |
| Gala 05             | 23 de abril de 2012 | Eliminación Meritxell                                        | 2 642 000    | 17,9% |
| Gala 06             | 30 de abril de 2012 | Eliminación Amaia                                            | 2 439 000    | 15,7% |
| Gala 07             | 7 de mayo de 2012   | Eliminación Alberto                                          | 2 430 000    | 14,5% |
| Gala 08             | 14 de mayo de 2012  | Eliminación Dan                                              | 2 129 000    | 14,6% |
| Gala 09             | 23 de mayo de 2012  | Eliminación Edu Cayuela                                      | 2 466 000    | 17,7% |
| Gala 10             | 31 de mayo de 2012  | Eliminación Sebas                                            | 2 290 000    | 17,0% |
| Gala 11             | 7 de junio de 2012  | Eliminación Laia Vehí                                        | 2 214 000    | 16,0% |
| Gala 12 (Semifinal) | 14 de junio de 2012 | Eliminación Pablo Vega                                       | 2 355 000    | 17,9% |
| Gala 13 (Final)     | 21 de junio de 2012 | Ganador: Jadel, Segunda: Roko, Tercero: Jorge, Cuarta: Hermi | 2 752 000    | 20,7% |

     Programa líder en su franja horaria (prime-time y late-night).
     Récord histórico de audiencia.

## El número uno exprés (2013)
- 31 de mayo de 2013 - 5 de julio de 2013

La segunda edición fue emitida en Antena 3 desde el 31 de mayo hasta el 5 de julio de 2013, durante las noches de los viernes. Se trató de una edición exprés, ya que tan solo constaba de seis galas.

### Jurado
La cantante Mónica Naranjo, sustituta ocasional de Sergio Dalma y David Bustamante en la primera edición, fue la primera miembro del jurado confirmada por Antena 3. Por otro lado, el 13 de mayo de 2013, David Bustamante, juez de la primera edición, también fue confirmado junto a las incorporaciones de Pastora Soler y Pitingo.
| Jurado                  | Procedencia                | Edad    | Profesión | Galas                   |
| ----------------------- | -------------------------- | ------- | --------- | ----------------------- |
| David Bustamante        | San Vicente de la Barquera | 31 años | Cantante  | 2.ª, 3.ª, 4.ª, 6.ª      |
| Mónica Naranjo          | Figueras                   | 39 años | Cantante  | 1.ª, 2.ª, 3.ª, 4.ª, 6.ª |
| Pastora Soler           | Coria del Río              | 34 años | Cantante  | Todas                   |
| Pitingo                 | Ayamonte                   | 33 años | Cantante  | Todas                   |
| Ocasional (sustitución) |                            |         |           |                         |
| Serafín Zubiri          | Zubiri                     | 49 años | Cantante  | 5.ª                     |
| Soledad Giménez         | París                      | 50 años | Cantante  | 5.ª                     |

### Concursantes
| N.º | Concursante       | Edad | Clasificación       | Residencia |
| 01  | Raúl Gómez        | 19   | Ganador (57%)       | Sevilla    |
| 02  | Maribel Castillo  | 24   | 2.ª Finalista (43%) | Murcia     |
| 03  | Sebastián Ramírez | 29   | 3.º Finalista (16%) | Barcelona  |
| 04  | Telva Rojas       | 41   | 4.ª Finalista (13%) | Barcelona  |
| 05  | Gio Bermejo       | 23   | 5.º Finalista (7%)  | Madrid     |
| 06  | Emma Tejeda       | 21   | 5.ª Expulsada       | Tenerife   |
| 07  | Rafa Gutiérrez    | 27   | 4.º Expulsado       | Cádiz      |
| 08  | Josh Bacrise      | 23   | 3.º Expulsado       | Valencia   |
| 09  | Irma Ramos        | 21   | 2.ª Expulsada       | Barcelona  |
| 10  | Lorena Calero     | 31   | 1.ª Expulsada       | Valencia   |

### Audiencias
| Gala                | Fecha               | Características                                                                    | Espectadores | Cuota |
| ------------------- | ------------------- | ---------------------------------------------------------------------------------- | ------------ | ----- |
| Gala 01             | 31 de mayo de 2013  | Casting final                                                                      | 1 833 000    | 12,0% |
| Gala 02             | 7 de junio de 2013  | Eliminación Lorena                                                                 | 1 743 000    | 11,6% |
| Gala 03             | 14 de junio de 2013 | Eliminación Irma                                                                   | 1 462 000    | 10,2% |
| Gala 04             | 21 de junio de 2013 | Eliminación Josh                                                                   | 1 226 000    | 8,8%  |
| Gala 05 (Semifinal) | 28 de junio de 2013 | Eliminación Rafa y Emma                                                            | 1 132 000    | 9,2%  |
| Gala 06 (Final)     | 5 de julio de 2013  | Ganador: Raúl, Segunda: Maribel, Tercero: Sebastián, Cuarta: Telva, Quinto: Sergio | 1 200 000    | 10,4% |

     Programa líder en su franja horaria (prime-time y late-night).
     Mínimo histórico de audiencia.

## PalmarésEl número uno
| Edición                   | Fecha | Ganador    | Subcampeón       | Tercero           | Cuarto         | Quinto     |
| ------------------------- | ----- | ---------- | ---------------- | ----------------- | -------------- | ---------- |
| [ ENU 1 ] El número uno 1 | 2012  | Jadel      | Roko             | Garson            | Hermi Callejón | Pablo Vega |
| [ ENU 2 ] El número uno 2 | 2013  | Raúl Gómez | Maribel Castillo | Sebastián Ramírez | Telva Rojas    | Gio        |

## Audiencias

### El número uno: Ediciones
Estas han sido las audiencias de las ediciones del programa El número uno.
| Edición                        | Fecha | Cadena   | Espectadores | Cuota de pantalla | Gran final        |
| ------------------------------ | ----- | -------- | ------------ | ----------------- | ----------------- |
| El número uno: Primera edición | 2012  | Antena 3 | 2 598 000    | 17,5%             | 2 752 000 (20,7%) |
| El número uno: Segunda edición | 2013  | Antena 3 | 1 433 000    | 10,4%             | 1 200 000 (10,4%) |